# Pedro Estasen y Cortada
Pedro Estasen y Cortada (Barcelona, 1855-Barcelona, 1913) fue un abogado, escritor y periodista español.

## Biografía
Abogado barcelonés, nació el 24 de enero de 1855. Colaboró en la Revista de España, Revista Contemporánea, El Eco de la Produccion, La España Regional, La Provincia de Huelva, y otros periódicos. Fue autor de un gran número de obras de derecho. Estasen, que defendió el proteccionismo en Cataluña desde el positivismo y fue un representante del darwinismo social, falleció en Barcelona en 1913, el día 12 de diciembre.